# Jugoslovanska hokejska liga 1972/73
Sezona 1972/73 jugoslovanske hokejske lige je bila trideseta sezona jugoslovanskega prvenstva v hokeju na ledu. Naslov jugoslovanskega prvaka so šestnajstič osvojili hokejisti slovenskega kluba HK Jesenice. 

## Končni vrstni red
1. HK Jesenice
2. HK Olimpija Ljubljana
3. KHL Medveščak
4. HK Partizan Beograd

## Najboljši strelec
- Gorazd Hiti: 83 točk (50 golov in 30 podaj)